# 栃ノ華朝王
栃ノ華 朝王（とちのはな ちょうおう、1962年9月4日 - ）は、中華民国・台湾台北市出身で春日野部屋に所属した元大相撲力士。現在は中華民国相撲協会理事、かつては理事長も務めた。身長181cm、体重175kg。本名は劉 朝恵（りゅう ちょうけい）。最高位は東十両4枚目（1986年7月場所）。趣味は音楽鑑賞、血液型はO型。得意技は左四つ、寄り、腕捻り。

## 来歴
入門前は体格が大きかったため「将来はどうしようか」と思っていたところ、台北市でミシン販売業を営んで何度も訪日して日本に詳しかった親日家の父から「力士に成らないか」と勧められ、自分では柔道を習っていて力には自信があったので、何でも良いと思っていたので言われるまま入門した。1980年5月場所に初土俵を踏む。幕下でやや苦戦したが1985年5月場所に22歳で十両昇進。史上初の台湾出身の関取で、脇は甘かったが腰の重さを活かした思い切った取り口が持ち味で、腕捻りを得意とした。一時は幕内を狙える地位まで番付を上げ、幕内昇進を期待されたが、雑な相撲で腰痛等怪我が多く大成しきれなかった。1988年5月場所に25歳で廃業。廃業後は中華料理店を開くために新宿の料理学校に通った。その後、帰国し、中華民国相撲協会理事長を務めた。

## 略歴
- 1980年5月 初土俵
- 1985年5月 新十両
- 1988年5月 廃業（引退）

## 主な成績
- 通算成績：224勝207敗9休  勝率.520
- 十両成績：88勝105敗2休  勝率.456
- 現役在位：49場所
- 十両在位：13場所

### 場所別成績
| | 一月場所 初場所（東京） | 三月場所 春場所（大阪） | 五月場所 夏場所（東京） | 七月場所 名古屋場所（愛知） | 九月場所 秋場所（東京） | 十一月場所 九州場所（福岡） |
| --- | ----------------------- | ----------------------- | ----------------------- | --------------------------- | ----------------------- | --------------------------- |
| 1980年 （昭和55年） | x                       | x                       | （前相撲）              | 東序ノ口31枚目 5–2          | 西序二段112枚目 5–2     | 西序二段65枚目 4–3          |
| 1981年 （昭和56年） | 西序二段48枚目 6–1      | 東三段目76枚目 2–5      | 東序二段10枚目 6–1      | 東三段目45枚目 5–2          | 東三段目16枚目 1–6      | 西三段目40枚目 4–3          |
| 1982年 （昭和57年） | 西三段目27枚目 3–4      | 東三段目48枚目 4–3      | 西三段目35枚目 5–2      | 西三段目5枚目 4–3           | 西幕下52枚目 4–3        | 東幕下43枚目 2–5            |
| 1983年 （昭和58年） | 東三段目3枚目 4–3       | 東幕下54枚目 5–2        | 西幕下33枚目 5–2        | 西幕下17枚目 2–5            | 東幕下35枚目 3–4        | 東幕下48枚目 5–2            |
| 1984年 （昭和59年） | 東幕下29枚目 3–4        | 西幕下39枚目 3–4        | 東幕下52枚目 4–3        | 西幕下36枚目 4–3            | 西幕下25枚目 5–2        | 西幕下12枚目 5–2            |
| 1985年 （昭和60年） | 東幕下4枚目 4–3         | 東幕下筆頭 4–3          | 西十両12枚目 7–8        | 東十両13枚目 8–7            | 東十両11枚目 8–7        | 東十両9枚目 7–8             |
| 1986年 （昭和61年） | 西十両11枚目 8–7        | 東十両8枚目 8–7         | 西十両5枚目 8–7         | 東十両4枚目 4–11            | 西十両11枚目 8–7        | 東十両10枚目 6–9            |
| 1987年 （昭和62年） | 西十両13枚目 8–7        | 東十両12枚目 3–10–2     | 西幕下9枚目 5–2         | 西幕下4枚目 6–1             | 西十両11枚目 5–10       | 西幕下4枚目 2–5             |
| 1988年 （昭和63年） | 西幕下18枚目 5–2        | 東幕下9枚目 2–5         | 西幕下25枚目 引退 0–0–7 | x                           | x                       | x                           |
| 各欄の数字は、「勝ち-負け-休場」を示す。 優勝 引退 休場 十両 幕下 三賞：敢=敢闘賞、殊=殊勲賞、技=技能賞 その他：★=金星 番付階級：幕内 - 十両 - 幕下 - 三段目 - 序二段 - 序ノ口 幕内序列：横綱 - 大関 - 関脇 - 小結 - 前頭（「#数字」は各位内の序列） |                         |                         |                         |                             |                         |                             |

## 改名歴
- 栃ノ華 朝王（とちのはな ちょうおう）1980年5月場所 - 1988年5月場所